# Sugden (Oklahoma)
Sugden es un pueblo ubicado en el condado de Jefferson en el estado estadounidense de Oklahoma. En el año 2010 tenía una población de 	43 habitantes y una densidad poblacional de 71,67 personas por km².

## Geografía
Sugden se encuentra ubicado en las coordenadas 34°4′53″N 97°58′43″O / 34.08139, -97.97861 (34.081288, -97.978665).

## Demografía
Según la Oficina del Censo en 2000 los ingresos medios por hogar en la localidad eran de $20,000 y los ingresos medios por familia eran $21,250. Los hombres tenían unos ingresos medios de $16,667 frente a los $26,250 para las mujeres. La renta per cápita para la localidad era de $8,676. Alrededor del 16.9% de la población estaban por debajo del umbral de pobreza.